# Spirontocaris gurjanovae
Spirontocaris gurjanovae är en kräftdjursart. Spirontocaris gurjanovae ingår i släktet Spirontocaris och familjen Hippolytidae. Inga underarter finns listade i Catalogue of Life.